# Larousse Gastronomique
Larousse Gastronomique (pronunciado /la.ʁus ɡas.tʁɔ.nɔ.mik/) es una enciclopedia de la gastronomía. La mayoría del libro trata sobre cocina francesa, y contiene recetas de platos franceses y técnicas de cocina. La primera edición, escrita por el chef francés Prosper Montagné, incluía pocos platos e ingredientes que no fueran de Francia; aunque estas se expandieron en ediciones posteriores. El libro fue publicado originalmente por la Editorial Larousse, fundada por Pierre Larousse.

## Historia

### Primera edición
La primera edición de 1938 fue editada por el chef Prosper Montagné, con los prefacios de Georges Auguste Escoffier y Philéas Gilbert. Gilbert fue colaborador en la creación de este libro, así como con Le Guide Culinaire de Escoffier, lo que condujo a un cruce entre los dos libros. Esto causó que Escoffier notara que, cuando le pidieron que escribiera el prefacio del libro, podía "ver con mis propios ojos" que "Montagné no puede ocultarme el hecho de que ha usado Le Guide como base para su nuevo libro, y ciertamente lo usó, en numerosas recetas."
Posteriormente, fue expandiéndose y saliendo nuevas versiones, conteniendo desde la haute cuisine de los siglos XIX y XX, hasta la revolución de la nouvelle cuisine en Francia en los años 70, completándose con el agregado cada vez mayor de información sobre cocina internacional.

### Versión en español
La primera  versión en español fue traducida por Josep Maria Pinto González e Imma Estany Morros y publicada por 2015. El prólogo de la primera edición  fue escrito por el chef español Santi Santamaria  , dueño del restaurante Can fabes Catalunya España, que contaba con tres estrellas en la guía Michelín. 
La obra contiene 4000 artículos, 600 fotografías y 3000 recetas, de las cuales 400 de ellas se encuentran firmadas por chefs de prestigio en la cocina internacional, como los franceses Alain Ducasse, Pierre Hermé y Alain Dutournier; y los españoles Ferran Adrià, Juan Mari Arzak, Martín Berasategui, Sergi Arola, Carme Ruscalleda y Pedro Subijana, entre otros.